# Okrouhlá (Píseki járás)
Okrouhlá település Csehországban, Píseki járásban. Okrouhlá Sepekov, Milevsko, Křižanov és Branice településekkel határos. Lakosainak száma 67 fő (2024. január 1.).

## Népesség
A település lakosságának változását az alábbi diagram mutatja:
| Lakosok száma | 166  | 152  | 166  | 148  | 86   | 63   | 67   | 64   | 62   | 67   |
|               | 1869 | 1890 | 1921 | 1950 | 1980 | 2001 | 2017 | 2019 | 2022 | 2024 |